# Kienberg (métro de Berlin)
Gärten der Welt
Kienberg Gärten der Welt, anciennement Neue Grottkauer Straße, est une station de la ligne 5 du métro de Berlin. Elle est située à Berlin-Hellersdorf dans l'est de la ville de Berlin en Allemagne.

## Situation sur le réseau

Plan du métro.

La station Kienberg de la ligne 5 du métro de Berlin, est située entre la stationKaulsdorf-Nord au sud, en direction du terminus Hauptbahnhof, et la station Cottbusser Platz au nord-est, en direction du terminus Hönow.
Elle dispose d'un quai central encadré par les deux voies de la ligne.

## Historique
La station est construite dans le cadre de l'extension de la ligne E (actuelle ligne 5) et mise en service le 1er juillet 1989. Appelée Kaulsdorf-Nordost pendant sa construction, la station est finalement ouverte sous le nom de Heinz-Hoffmann-Straße, du nom de la rue adjacente qui fait référence à Heinz Hoffmann, ministre de la Défense de la RDA de 1960 à 1985. En 1991, le Sénat de Berlin renomme ladite rue car comme d'autres elle rendait hommage à « un opposant de la démocratie et un pionnier politico-idéologique de la tyrannie staliniste de la RDA et d'autres régimes communistes illégitimes.» . Le renommage de la rue par rattachement à la Grottkauer Straße préexistante entraîne une renumérotation des immeubles qui est contestée par les riverains. Finalement, en 1992, les riverains conservent leur numérotation d'immeubles et l'ancienne Heinz-Hoffmann-Straße devient la Neue Grottkauer Straße. La station de métro garde donc le nom d'une rue située à 500 m de celle-ci pendant plusieurs années. Le renommage de la station de Grottkauer Straße en Neue Grottkauer Straße prend seulement effet le 29 septembre 1996.
En prévision de l'Exposition horticole internationale de 2017 qui doit avoir lieu aux Jardins du monde (« Gärten der Welt » en allemand) situés autour du mont Kienberg, la station est rénovée pendant l'hiver 2016/2017. À cette occasion, elle est renommée Kienberg Gärten der Welt le 11 décembre 2016.

## Services aux voyageurs

### Accès et accueil
Elle dispose de deux accès situés sur les ponts routiers à chaque extrémités de la station.

### Desserte
Kienberg est desservie par les rames circulant sur la ligne 5 du métro.

Installations
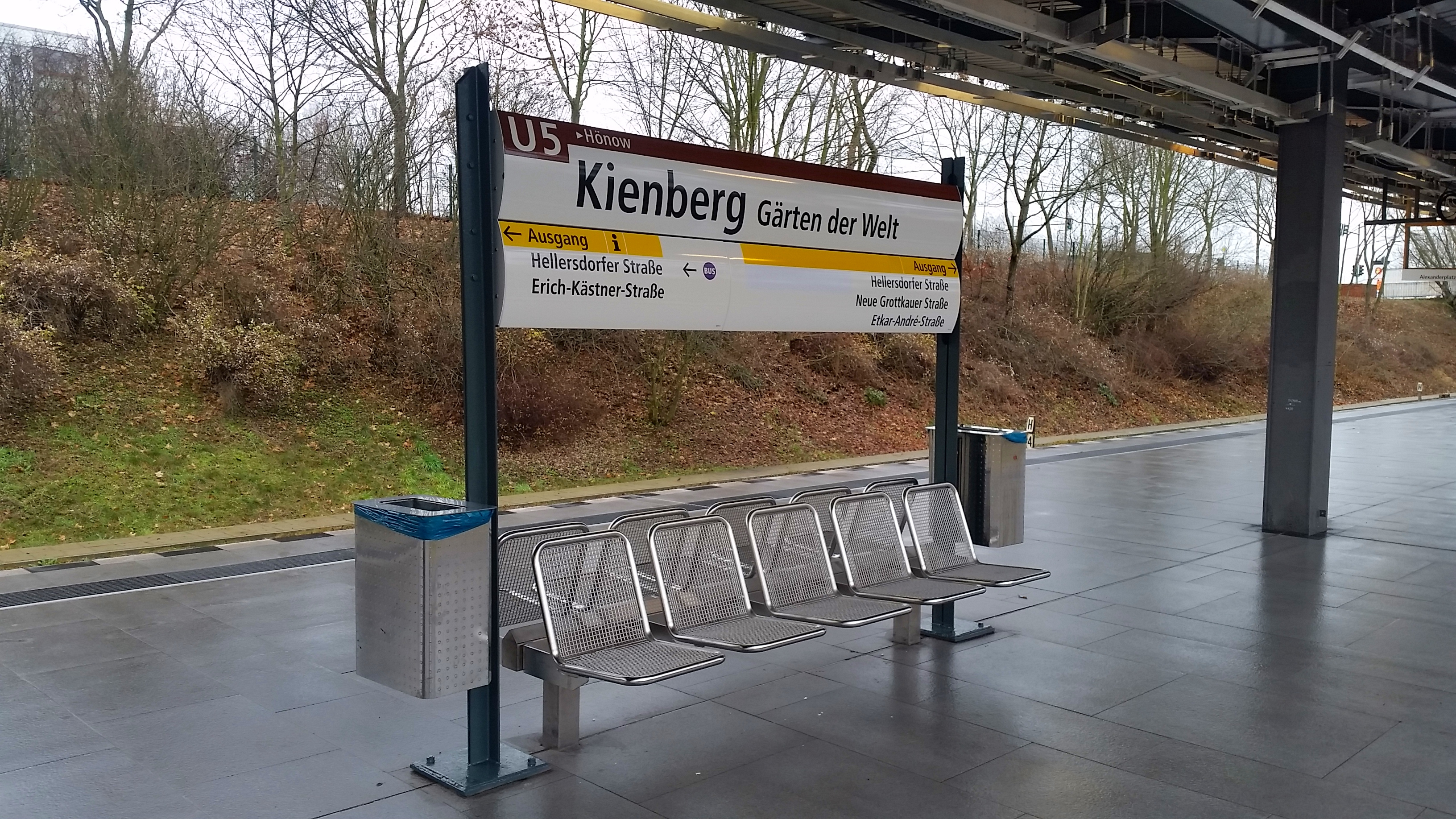
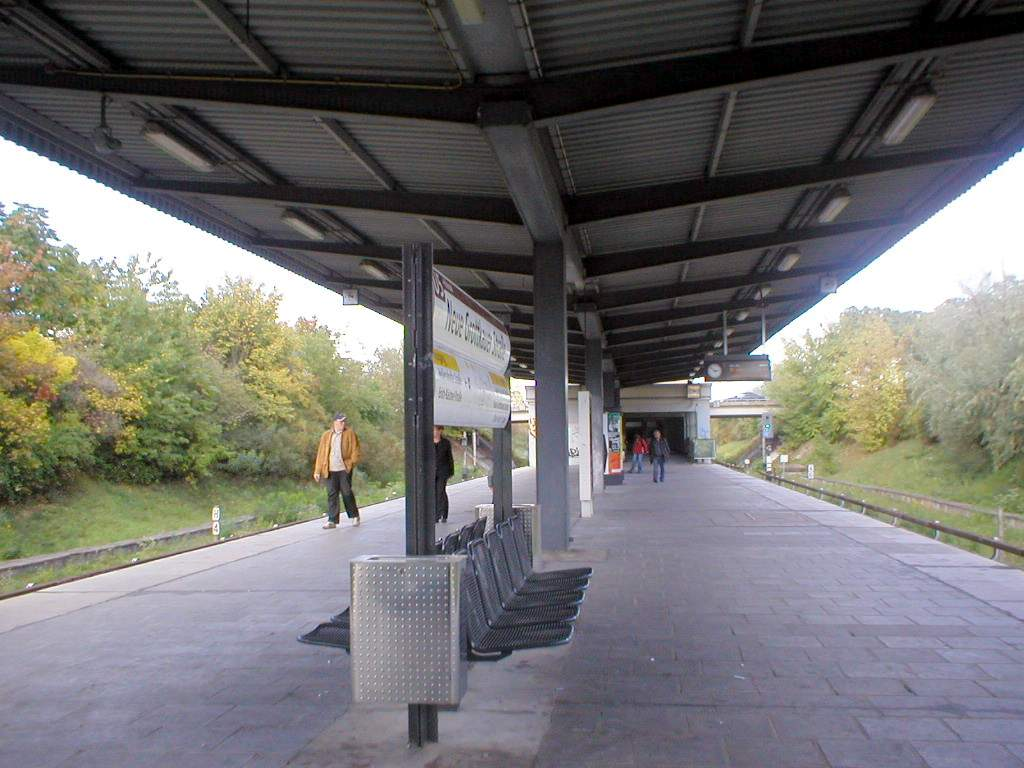
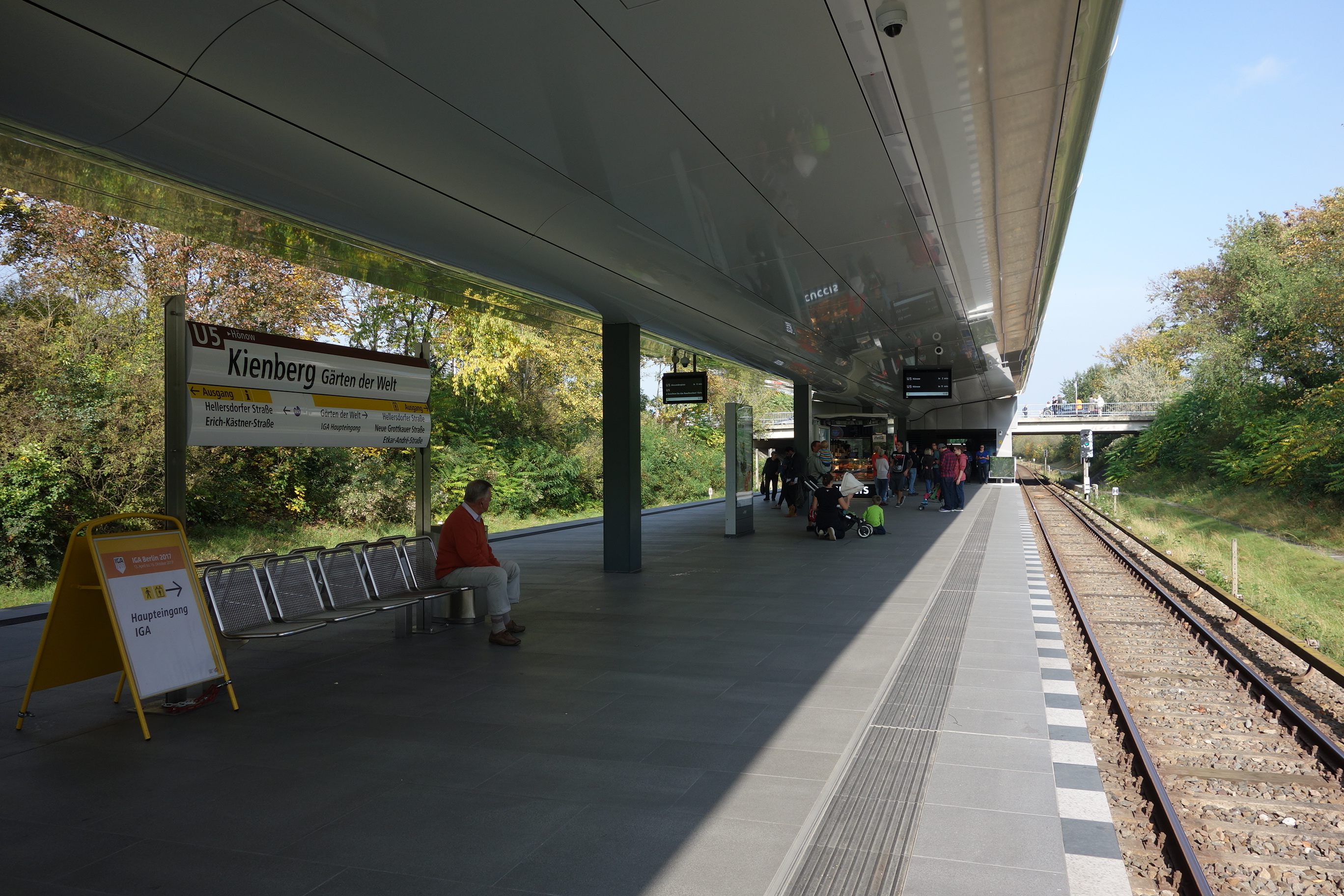

### Intermodalité
Devant la station sur la Hellersdorfer Straße se trouve un arrêt de bus. La ligne 197 y fait halte pendant la journée et la ligne N5 y passe pendant la nuit pendant la pause nocturne du métro.

## À proximité
- Centre commercial Hellersdorfer Corso
- Centre de sapeur-pompiers volontaires d'Hellersdorf (Freiwillige Feuerwehr Hellersdorf)
- Parc Jelena Santic (Jelena-Santic-Friedenspark)